# Organi della cattedrale di Nostra Signora a Strasburgo

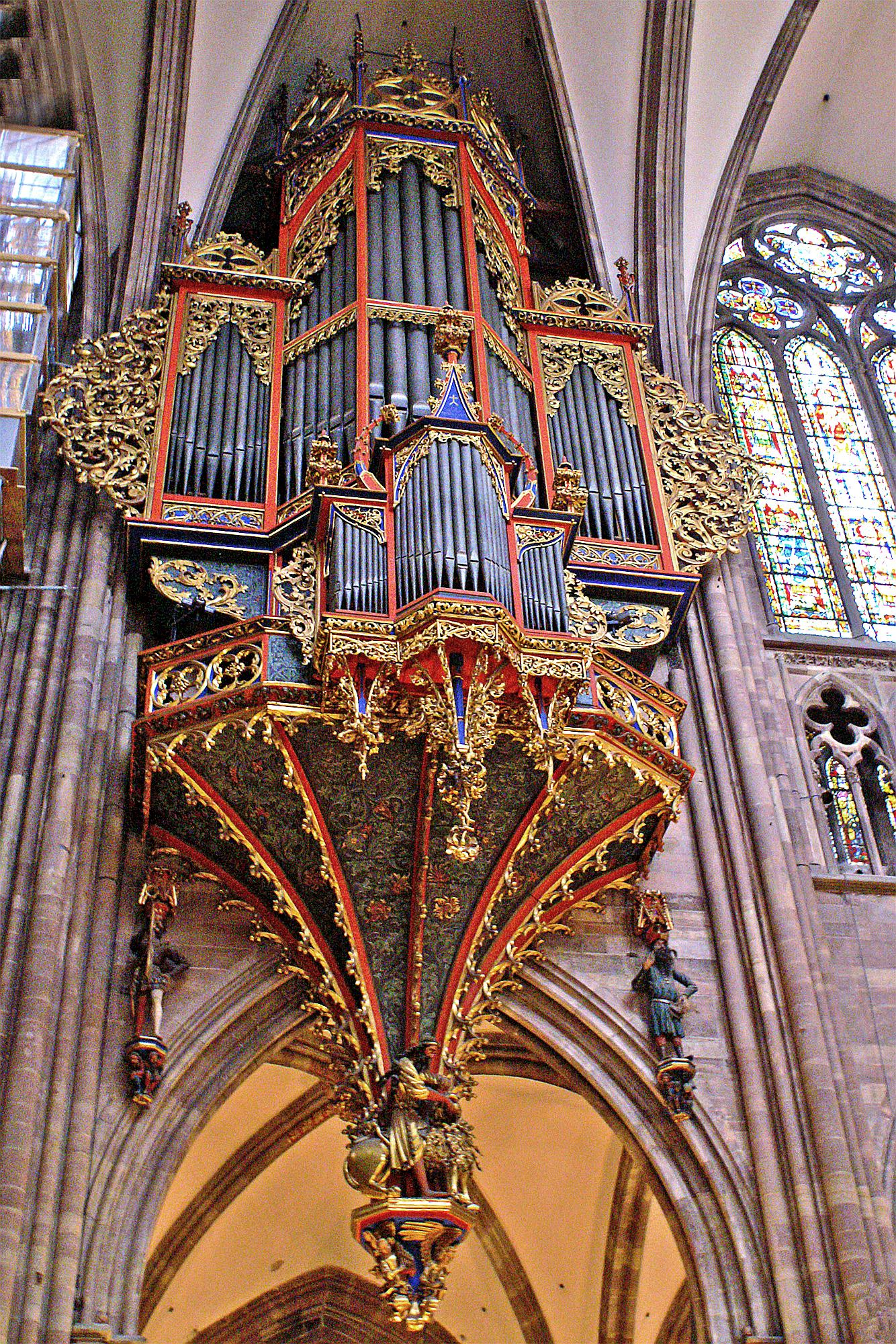
L'organo maggiore della cattedrale di Nostra Signora a Strasburgo.

Con organi della cattedrale di Nostra Signora ci si riferisce a quattro strumenti situati all'interno del principale luogo di culto cattolico di Strasburgo, in Francia.

## Organo maggiore

### Storia
Le prime notizie circa la presenza di un organo all'interno della cattedrale di Strasburgo risalgono al 1260, quando, benché la navata non fosse ancora stata completata, era presente un piccolo organo positivo vicino alla cappella di San Giovanni Battista. Guncelin (o Gunzelin, Guncelinus) da Francoforte, nel 1292, realizzò un nuovo strumento, forse già ubicato nella posizione attuale. Il 15 agosto 1298, però, l'organo andò distrutto da un incendio.
Un nuovo strumento venne realizzato da Claus Karlé (o Karlen, Carlé) fra il 1324 e il 1327. Benché fosse certamente di piccole dimensioni, l'organo era accompagnato da due automi soprannominati «rohraffes», realizzati da Karlé e posti ai lati inferiori della cassa. Questi automi, ancora esistenti, sono l'araldo cittadino, rappresentato da un trombettiere vestito con una giubba e un paio di calzoni bianchi e rossi, i colori di Strasburgo, e il venditore di brezel, una figura corpulenta con una folta barba nera. Grazie a dei meccanismi l'araldo poteva muovere il braccio e portare lo strumento alla bocca, mentre il venditore di brezel apriva la bocca e agitava le braccia. Nel grande pendaglio centrale posto sotto la cassa, inoltre, alla fine del Trecento venne aggiunta una scultura raffigurante la vicenda di Sansone e il leone, al quale un meccanismo faceva spalancare le fauci.
Nei giorni di Pentecoste, quando i pellegrini giungevano in cattedrale da tutta la diocesi, era tradizione che il loro ingresso nell'edificio fosse accompagnato da un vero e proprio spettacolo prodotto dai «rohraffes», manovrati da alcuni inservienti nascosti sulla tribuna dell'organo: l'araldo imboccava la tromba, il leone apriva e chiudeva le fauci (e forse ruggiva) e il venditore di brezel accoglieva i fedeli con urla, commenti satirici e canzoni profane. Il nome «rohraffes» deriva da «rohn» (canna) e da «affes» (scimmie), e significa scimmie delle canne, con riferimento all'organo. Altre fonti, invece, fanno derivare il termine «rohn» da «röhren» (urlare), dando al nome degli automi il significato di scimmie urlatrici.
Poiché anche la celebrazione della messa era continuamente disturbata da rumori e interventi sarcastici provenienti dall'automa del venditore di brezel, Jean Geiler de Kaysersberg, alla fine del XV secolo, invocò a più riprese la soppressione di questa tradizione, ma gli automi continuarono a essere utilizzati. La tradizione fu interrotta dalla Riforma, nella seconda metà del XVI secolo, anche se gli automi vennero lasciati al loro posto.

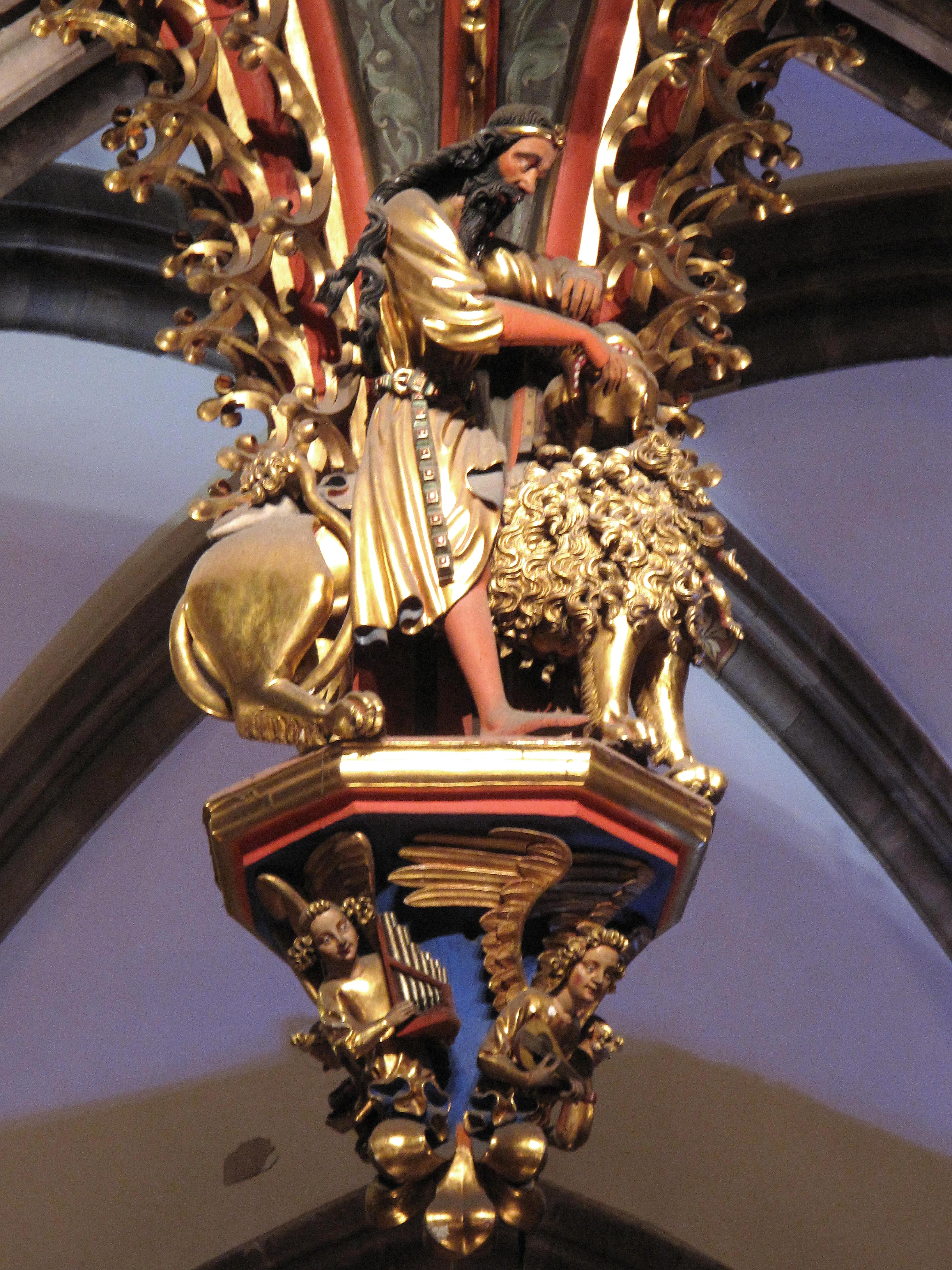
Il grande pendaglio

Il 17 marzo 1384 l'organo bruciò in un incendio, andando completamente distrutto. I due «rohraffes», però, scamparono alle fiamme. Si decise allora di costruire subito un nuovo strumento, il quale venne ultimato già l'anno successivo. È a questo periodo che risale il grande pendaglio posto sotto la cassa, ornato dalla già citata scena di Sansone e il leone e da un sostegno con tre angeli che suonano un liuto, una chitarra e un organo portativo. Appeso al positivo tergale è presente un pendaglio più piccolo, decorato da due selvaggi che si arrampicano a un albero. L'organaro è sconosciuto, anche se si ipotizza il nome di Corrado da Rotenburg. La cassa, invece, è opera di Michele da Friburgo.

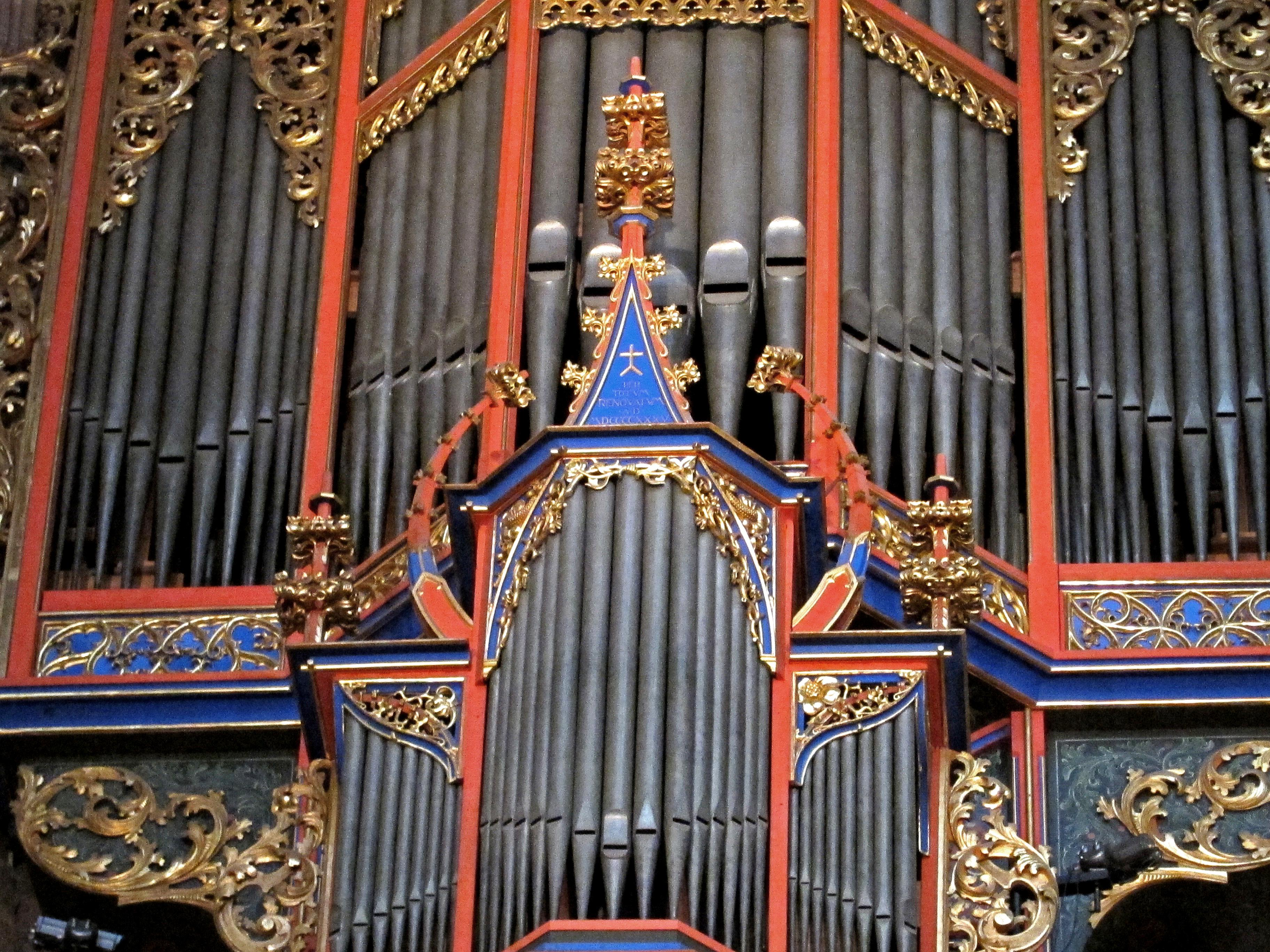
Le chele sopra il positivo tergale

Nel 1434 lo strumento venne sostituito da un organo nuovo, realizzato da Michel Gerlach (o Grolach) e da Pierre Generis (o Gereis). Frédéric Krebs (o Krebser), nel 1491, collocò l'organo all'interno della cassa attuale, alta 24 metri e larga 8. Erano presenti anche delle ante a protezione delle canne: quelle del corpo centrale erano dipinte con l'Adorazione dei Magi, mentre quelle del positivo erano decorate da una Natività. Lo strumento di Krebs era dotato di tre manuali, i primi due accoppiabili, e dieci mantici. A differenza degli strumenti precedenti, nei quali tutte le canne suonavano insieme contemporaneamente, lo strumento di Krebs era invece sicuramente dotato di registri inseribili e disinseribili, a eccezione però del grand'organo, nel quale i registri erano ancora indivisibili. Poiché Krebs, in tedesco, significa granchio, l'organaro posizionò due ornamenti a forma di chele sopra il positivo. L'organo fu rinnovato fra il 1507 e il 1511 da Hans Süss, il quale modificò numerosi registri e alzò il corista del La. Nel 1542 Hans Schentzer eseguì alcune riparazioni, seguite da altre nel 1564 a opera di Sigmund Peistle.
Circa un secolo dopo, Antoine Neuknecht ricevette l'incarico di rinnovare lo strumento. Neuknecht aumentò l'estensione dei manuali e della pedaliera e cambiò qualche registro, ultimando i lavori nel 1609. I mantici erano dodici, a cuneo, i manuali disponevano di 42 note e il corista del La era molto alto, forse intorno ai 510 Hz. La disposizione fonica era la seguente:
| I - Positif de dos |        |
| Principal          | 8'     |
| Bourdun            | 8'     |
| Octave             | 4'     |
| Flûte              | 4'     |
| Quinte             | 2' 2/3 |
| Mixture            | VI     |
| Cymbale            | 4'     |
| Zinck              | 8'     |

| II - Grand-orgue |     |
| Principal        | 16' |
| Octave           | 8'  |
| Mixture          | XIV |

| III - Brustwerk |        |
| Principal       | 4'     |
| Octave          | 2'     |
| Quinte          | 1' 1/3 |
| Nasard          |        |
| Hörnlein        |        |
| Cymbale         | II     |

| Pédale   |         |
| Soubasse | 32'     |
| Octave   | 16'     |
| Octave   | 4'      |
| Quinte   | 10' 2/3 |
| Posaune  | 16'     |

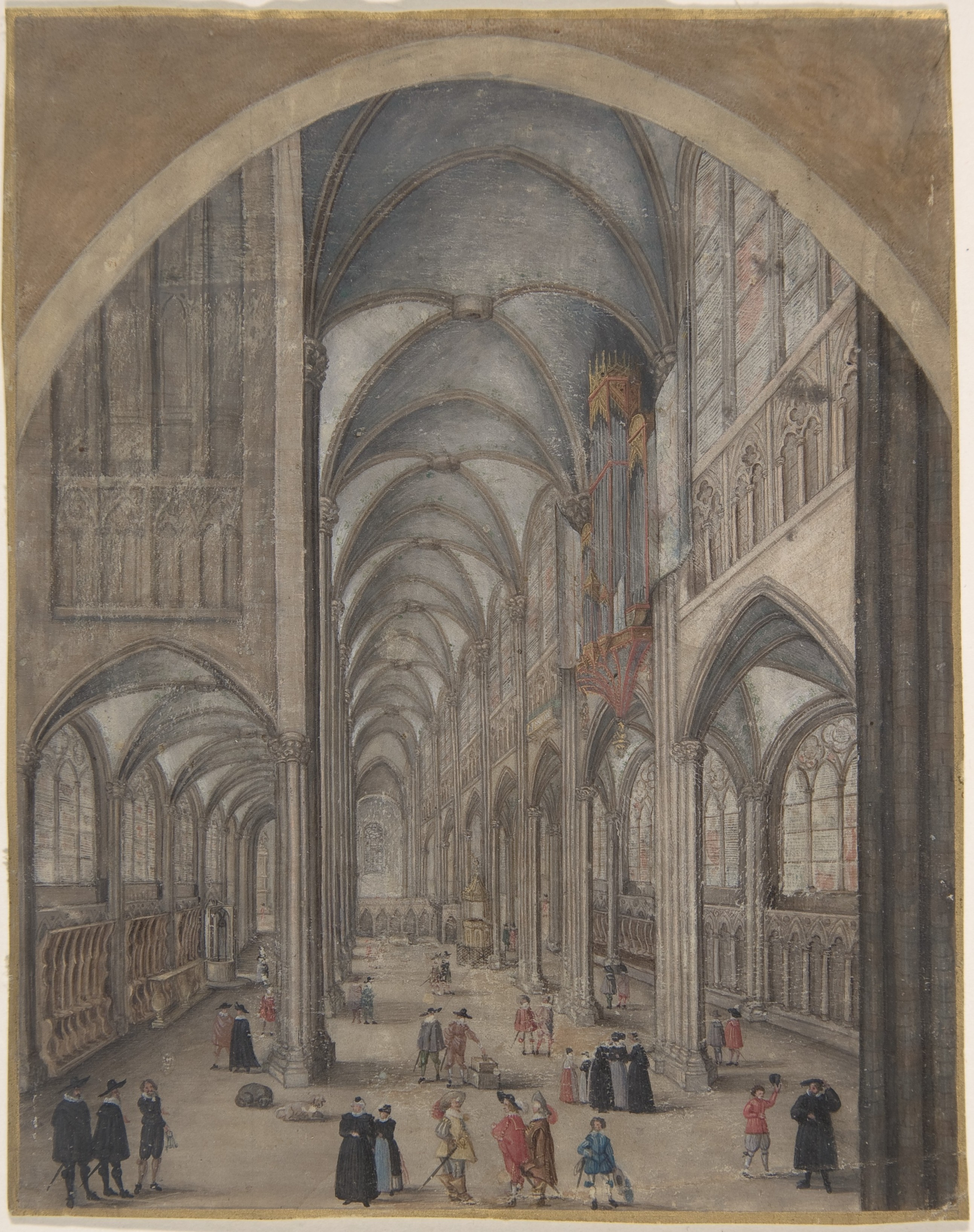
Interno della cattedrale con l'organo a canne in un dipinto del 1625-1630 circa, attribuito a Jacob van der Heyden

Dopo la guerra dei trent'anni Mathias Tretzscher (o Troestler, Tretscher, Tretzscher) ricevette l'incarico di restaurare lo strumento, lavorandoci dal 1624 al 1660. Tretzscher realizzò un vero grand'organo (fino ad allora tutti i registri presenti suonavano contemporaneamente), aumentò l'estensione dei manuali e abbassò il corista del La. La facciata e la cassa furono preservate, ma le ante vennero rimosse. La nuova disposizione fonica era la seguente:
| I - Positif de dos |        |
| Principal          | 8'     |
| Bourdun            | 8'     |
| Viole de gambe     | 8'     |
| Octave             | 4'     |
| Flûte              | 4'     |
| Quinte             | 2' 2/3 |
| Nasard             | 2' 2/3 |
| Sesquialtera       | II     |
| Mixture            | IV     |
| Cymbale            | 4'     |

| II - Grand-orgue |        |
| Principal        | 16'    |
| Octave           | 8'     |
| Quintaton        | 8'     |
| Spitzflöte       | 8'     |
| Quinte           | 5' 1/3 |
| Superoctave      | 4'     |
| Gemshorn         | 4'     |
| Mixture          | V-VI   |
| Cymbale          | III-IV |

| III - Brustwerk |        |
| Bourdon en bois | 8'     |
| Principal       | 4'     |
| Octave          | 2'     |
| Quinte          | 1' 1/3 |
| Superoctave     | 1'     |
| Nasard          |        |
| Hörnlein        |        |
| Cymbale         | II     |
| Tremblant       |        |

| Pédale   |     |
| Soubasse | 32' |
| Octave   | 16' |
| Posaune  | 16' |

Andreas Silbermann, nel 1713, descrisse lo strumento come inaccordabile e non riparabile, parlando anche di numerosi registri non funzionanti. Silbermann voleva realizzare un nuovo strumento, con una cassa nuova, da posizionare sotto il rosone centrale. I superiori della chiesa, invece, gli imposero di mantenere la cassa gotica e la posizione nella navata. Il contratto venne firmato il 23 febbraio 1714 e i lavori si conclusero nell'agosto 1716. Si trattava di un grande strumento, dotato di tre manuali, pedaliera, 39 registri, 2.242 canne, sei somieri e dodici mantici, sul quale era presente una placca con l'iscrizione: «Er heisset Silbermann Werk und seine seynd Gülden» (tedesco arcaico: Il suo nome è Silbermann, ma i suoi lavori sono d'oro, giocando sul fatto che silbermann, letteralmente, significa uomo d'argento). La disposizione fonica era la seguente:
| I - Positif de dos |        |
| Montre             | 8'     |
| Bourdun            | 8'     |
| Prestant           | 4'     |
| Flûte              | 4'     |
| Nasard             | 2' 2/3 |
| Doublette          | 2'     |
| Tierce             | 1' 1/3 |
| Larigot            | 1' 2/3 |
| Fourniture         | III    |
| Cymbale            | III    |
| Cromorne           | 8'     |

| II - Grand-orgue |        |
| Bourdon          | 16'    |
| Montre           | 8'     |
| Bourdon          | 8'     |
| Prestant         | 4'     |
| Nasard           | 2' 2/3 |
| Tierce           | 1' 3/5 |
| Cornet           | V      |
| Fourniture       | IV     |
| Cymbale          | III    |
| Trompette        | 8'     |
| Clairon          | 4'     |
| Voix humaine     | 8'     |

| III - Echo   |        |
| Bourdon      | 8'     |
| Prestant     | 4'     |
| Nasard       | 2' 2/3 |
| Doublette    | 2'     |
| Tierce       | 1' 1/3 |
| Fourniture   | III    |
| Tromba       | 8'     |
| Voix humaine | 8'     |

| Pédale      |     |
| Montre      | 16' |
| Soubasse    | 16' |
| Octavebasse | 8'  |
| Prestant    | 4'  |
| Bombarde    | 16' |
| Trompette   | 8'  |
| Clairon     | 4'  |

Nel 1833 i superiori della chiesa decisero di rinnovare lo strumento, affidando i lavori a Georges Wegmann, il quale sostituì i somieri di Silbermann e aggiunse cinque registri nell'Echo: un principale da 8', un salicionale da 8', una viola da gamba da 8', un flauto da 4' e un fagotto da 8'. Inoltre, Wegmnann rimosse la tierce da 1' 3/5 e aggiunse una bombarda da 8' al Grand-orgue. Il maestro di cappella Joseph Wackenthaler, tuttavia, desiderava un organo sinfonico: nel 1850 elaborò il progetto per un organo completamente nuovo, e, per il 1869, aveva programmato un intervento di rifacimento a opera di Aristide Cavaillé-Coll. La guerra franco-prussiana del 1870, però, fece sfumare qualsiasi progetto.
Il conflitto danneggiò lievemente lo strumento, che venne riparato da Charles Wetzel nel 1873 e nel 1876. Heinrich Koulen, nel 1880, propose di modificare completamente la trasmissione dell'organo, dotandolo di un sistema pneumatico. La sua idea venne accettata nel 1889 e i lavori si conclusero nel 1897, ma gli fu impedito di manomettere la cassa gotica. Koulen, inoltre, aggiunse sette registri al positivo, quattro al grand'organo, nove al recitativo e quattro alla pedaliera, dando allo strumento una sonorità prettamente ottocentesca. Al termine dei lavori, Koulen, accusato di aver irreparabilmente manomesso un capolavoro dell'arte organaria antica, venne duramente contestato.
All'inizio del XX secolo si aprì una crepa su uno dei pilastri che sostengono il peso della volta. Per poter costruire le impalcature, l'organo venne smontato e rimosso poco prima dello scoppio della prima guerra mondiale. A causa del conflitto, le autorità militari ordinarono di requisire tutto il metallo disponibile, e le canne vennero così fuse a scopi bellici. Solamente alcune delle canne della facciata, risalenti all'organo di Frédéric Krebs, si salvarono.
Dopo la guerra vennero proposti diversi progetti per la realizzazione di un nuovo strumento, dotato di trasmissione meccanica, il più simile possibile all'organo di Andreas Silbermann. Alla fine la chiesa commissionò i lavori a Edmond-Alexandre Roethinger. Quest'ultimo, tuttavia, non era esperto nel realizzare strumenti a trasmissione meccanica. Inoltre, la profondità della cassa gotica era molto limitata (da 120 a 150 centimetri), rendendo il lavoro ancora più complesso. Per risolvere la situazione, Roethinger decise di costruire un organo a trasmissione pneumatica, terminando i lavori nel 1935. La nuova disposizione fonica era la seguente:
| I - Grand-orgue |        |
| Bourdun         | 16'    |
| Montre          | 8'     |
| Bourdun         | 8'     |
| Salicional      | 8'     |
| Prestant        | 4'     |
| Flûte           | 4'     |
| Quinte          | 2' 2/3 |
| Doublette       | 2'     |
| Cornetto        | V      |
| Fourniture      | IV     |
| Bombarde        | 16'    |
| Trompette       | 8'     |
| Clairon         | 4'     |

| II – Positif de dos |        |
| Montre              | 8'     |
| Bourdon             | 8'     |
| Prestant            | 4'     |
| Flûte               | 4'     |
| Nasard              | 2' 2/3 |
| Doublette           | 2'     |
| Tierce              | 1' 3/5 |
| Larigot             | 1'1/3  |
| Cymbale             | III    |
| Cromorne            | 8'     |
| Tremolo             |        |

| III – Récit expressif |        |
| Quintaton             | 16'    |
| Bourdon               | 8'     |
| Flûte harmonique      | 8'     |
| Flûte octaviante      | 4'     |
| Nasard                | 2' 2/3 |
| Octavin               | 2'     |
| Viole de gambe        | 8'     |
| Unda maris            | 8'     |
| Plein-jeu             | III    |
| Trompette harmonique  | 8'     |
| Basson                | 8'     |
| Tremolo               |        |

| Pédale      |         |
| Montre      | 16'     |
| Soubasse    | 16'     |
| Quinte      | 10' 2/3 |
| Octavebasse | 8'      |
| Principal   | 8'      |
| Flûte       | 8'      |
| Prestant    | 4'      |
| Bombarde    | 16'     |
| Trompette   | 8'      |
| Clairon     | 4'      |

Lo strumento, tuttavia, si rivelò insoddisfacente, anche per via dell'acustica della cattedrale, non adatta alle sonorità di un organo sinfonico. Max Roethinger, nel 1959, eseguì alcune modifiche. Durante gli anni settanta la chiesa decise di rinnovare l'organo, che nel 1974 venne classificato monumento storico di Francia. I lavori vennero affidati a Alfred Kern, il quale si avvalse della collaborazione di Michel Chapuis per realizzare uno strumento stilisticamente adatto alla cattedrale.

### Caratteristiche tecniche
Il nuovo organo, completato nel 1981, è dotato di trasmissione meccanica, l'aria è fornita da due mantici, il corista del La corrisponde a 440 Hz e il temperamento è equabile. Il sistema di trasmissione è integralmente meccanico e la sua consolle, a finestra, dispone di tre tastiere di 56 note ciascuna (Do1-Sol5) e pedaliera di 30 (Do1-Fa3), con i registri azionati da tiranti a pomello disposti su più colonne ai lati dei manuali.
La disposizione fonica è la seguente:
| I - Positif de dos |        |
| Montre             | 8'     |
| Bourdun            | 8'     |
| Prestant           | 4'     |
| Flûte à cheminée   | 4'     |
| Nasard             | 2' 2/3 |
| Doublette          | 2'     |
| Tierce             | 1' 3/5 |
| Larigot            | 1' 1/3 |
| Fourniture         | III    |
| Cymbale            | III    |
| Trompette          | 8'     |
| Cromorne           | 8'     |
| Clairon            | 4'     |
| Tremblant          |        |

| II - Grand-orgue   |        |
| Bourdon            | 16'    |
| Montre             | 8'     |
| Bourdon            | 8'     |
| Prestant           | 4'     |
| Nasard             | 2' 2/3 |
| Quarte de nasard   | 2'     |
| Tierce             | 1' 3/5 |
| Cornet             | V      |
| Grande Fourniture  | II     |
| Petite Fourniture  | IV     |
| Cymbale            | III    |
| Première Trompette | 8'     |
| Seconde Trompette  | 8'     |
| Voix humaine       | 8'     |
| Clairon            | 4'     |
| Tremblant          |        |

| III - Récit  |     |
| Bourdon      | 8'  |
| Salicional   | 8'  |
| Prestant     | 4'  |
| Doublette    | 2'  |
| Sifflet      | 1'  |
| Cornet       | III |
| Cymbale      | III |
| Tromba       | 8'  |
| Voix humaine | 8'  |
| Hautbois     | 4'  |
| Tremblant    |     |

| Pédale        |         |
| Montre        | 16'     |
| Soubasse      | 16'     |
| Quinte        | 10' 2/3 |
| Flûte         | 8'      |
| Flûte         | 4'      |
| Contre-basson | 32'     |
| Bombarde      | 16'     |
| Trompette     | 8'      |
| Clairon       | 4'      |

## Organo del coro

### Storia

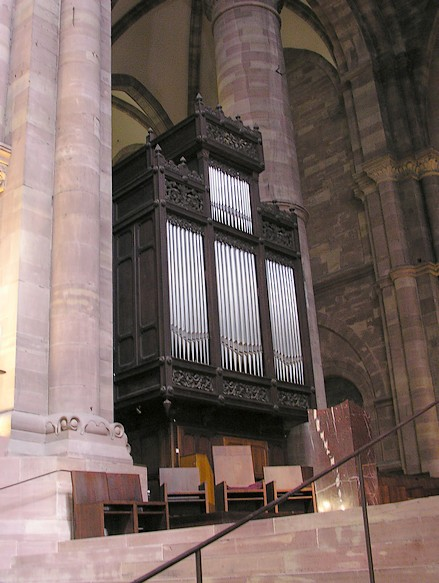
L'organo del coro

Un organo nel coro, detto dei tre re, venne citato per la prima volta nel 1352 e restò nell'edificio fino al 1400. Fra il 1400 e il 1402 fu realizzato un nuovo strumento, sostituito nel 1478 da un piccolo organo costruito da Frédéric Krebs (o Krebser). Mathias Tretzscher (o Troestler, Tretscher, Tretzscher), nel 1660, realizzò uno strumento di piccole dimensioni e lo pose sul jubé, e lì restò fino al 1681, anno in cui fu trasferito nella chiesa di Temple Neuf. Nel 1694, però, è attestata nuovamente la presenza di un piccolo organo all'interno della cattedrale. I superiori della chiesa, all'inizio del XVIII secolo, decisero di far realizzare un nuovo strumento, affidando i lavori a Joseph Waltrin, il quale li ultimò nel 1712. Intorno al 1727 lo strumento venne spostato dal jubé al coro e andò completamente distrutto durante la rivoluzione francese. Per gran parte del XIX secolo la cattedrale restò priva dell'organo del coro, finché, nel 1878, Joseph Merklin portò a termine un nuovo strumento. La disposizione fonica era la seguente:
| I - Grand-Orgue   |      |
| Bourdun           | 16'  |
| Montre            | 8'   |
| Principal         | 8'   |
| Bourdun           | 8'   |
| Salicional        | 8'   |
| Gambe             | 8'   |
| Prestant          | 4'   |
| Flûte traversière | 4'   |
| Quinte flûte      | 4'   |
| Fourniture        | IV-V |
| Trompette         | 8'   |
| Clairon           | 4'   |

| II - Recit-Expressif |    |
| Flûte à cheminée     | 8' |
| Flûte travèrsiere    | 8' |
| Dulciane             | 8' |
| Unda maris           | 8' |
| Flûte d'écho         | 4' |
| Flageolet            | 2' |
| Clarinette           | 8' |
| Basson               | 8' |

| Pédale      |     |
| Soubasse    | 16' |
| Octavebasse | 8'  |
| Basson      | 16' |

Edmond-Alexandre Roethinger eseguì alcune riparazioni nel 1909, seguite da altre nel 1958. Nel 1970 la chiesa si rivolse a Jean-Georges Koenig per rinnovare lo strumento, che venne ultimato nel 1976. La nuova disposizione fonica era la seguente:
| I - Grand-Orgue |     |
| Bourdun         | 16' |
| Montre          | 8'  |
| Prestant        | 4'  |
| Doublette       | 2'  |
| Cornetto        | V   |
| Fourniture      | IV  |
| Cymbale         | III |
| Trompette       | 8'  |

| II - Récit     |        |
| Principal      | 8'     |
| Bourdon        | 8'     |
| Prestant       | 4'     |
| Flûte          | 4'     |
| Nasard         | 2' 2/3 |
| Flageolet      | 2'     |
| Tierce         | 1' 3/5 |
| Plein-jeu      | V      |
| Cromorne       | 8'     |
| Tremblant doux |        |

| III - Résonance |    |
| Bourdon         | 8' |
| Flûte           | 8' |
| Tromba          | 8' |
| Clairon         | 4' |

| Pédale      |     |
| Soubasse    | 16' |
| Octavebasse | 8'  |
| Bombarde    | 16' |

Daniel Kern, nel 1989, modificò nuovamente lo strumento.

### Caratteristiche tecniche

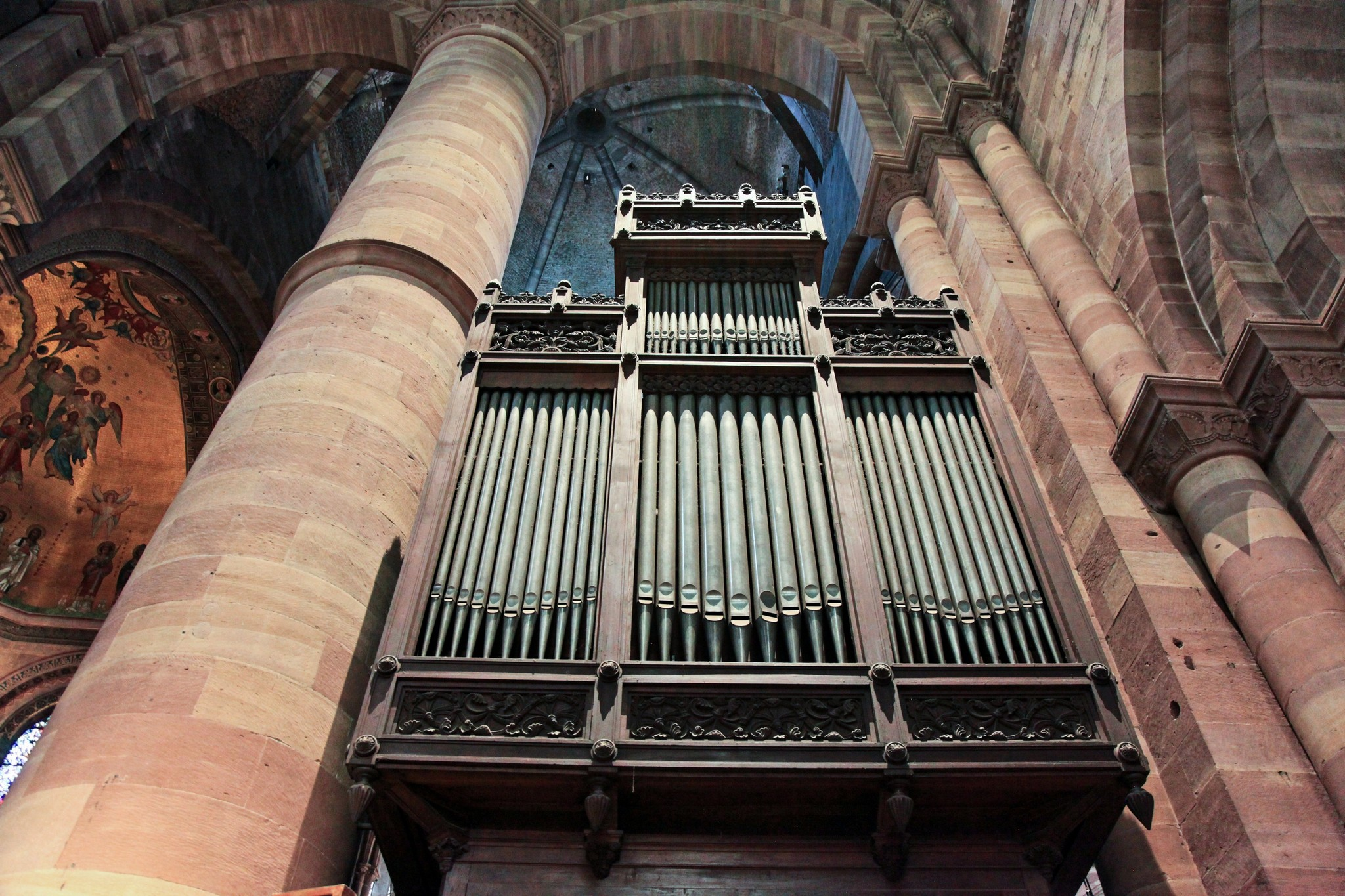
Facciata posteriore dell'organo del coro.

L'organo è collocato sotto la prima arcata di sinistra del coro; è interamente racchiuso entro una cassa lignea ornata con rilievi vegetali e un coronamento scolpito, e caratterizzata dalla presenza di un prospetto di canne tanto sulla facciata anteriore (verso il presbiterio), quanto su quella posteriore (verso la navata laterale). La sua consolle è a finestra e dispone di tre tastiere di 56 note ciascuna (Do1-Sol5) e pedaliera di 30 (Do1-Fa3), con i registri azionati da tiranti a pomello disposti su più colonne ai lati dei manuali.
La disposizione fonica è la seguente:
| I - Grand-Orgue |     |
| Bourdon         | 16' |
| Montre          | 8'  |
| Bourdon         | 8'  |
| Prestant        | 4'  |
| Doublette       | 2'  |
| Fourniture      | IV  |
| Cymbale         | III |
| Trompette       | 8'  |

| II - Positif     |    |
| Principal        | 8' |
| Flûte à cheminée | 8' |
| Salicional       | 8' |
| Voix céleste     | 8' |
| Prestant         | 4' |
| Flûte à cheminée | 4' |
| Flageolet        | 2' |
| Carillon         | II |
| Basson-Hautbois  | 8' |

| III - Récit expressif |    |
| Flûte harmonique      | 8' |
| Flûte                 | 4' |
| Flûte à cheminée      | 4' |
| Trompette             | 8' |
| Clairon               | 4' |
| Tremblant             |    |

| Pédale      |     |
| Soubasse    | 16' |
| Octavebasse | 8'  |
| Flûte       | 4'  |
| Bombarde    | 16' |

## Organo della cappella di San Lorenzo

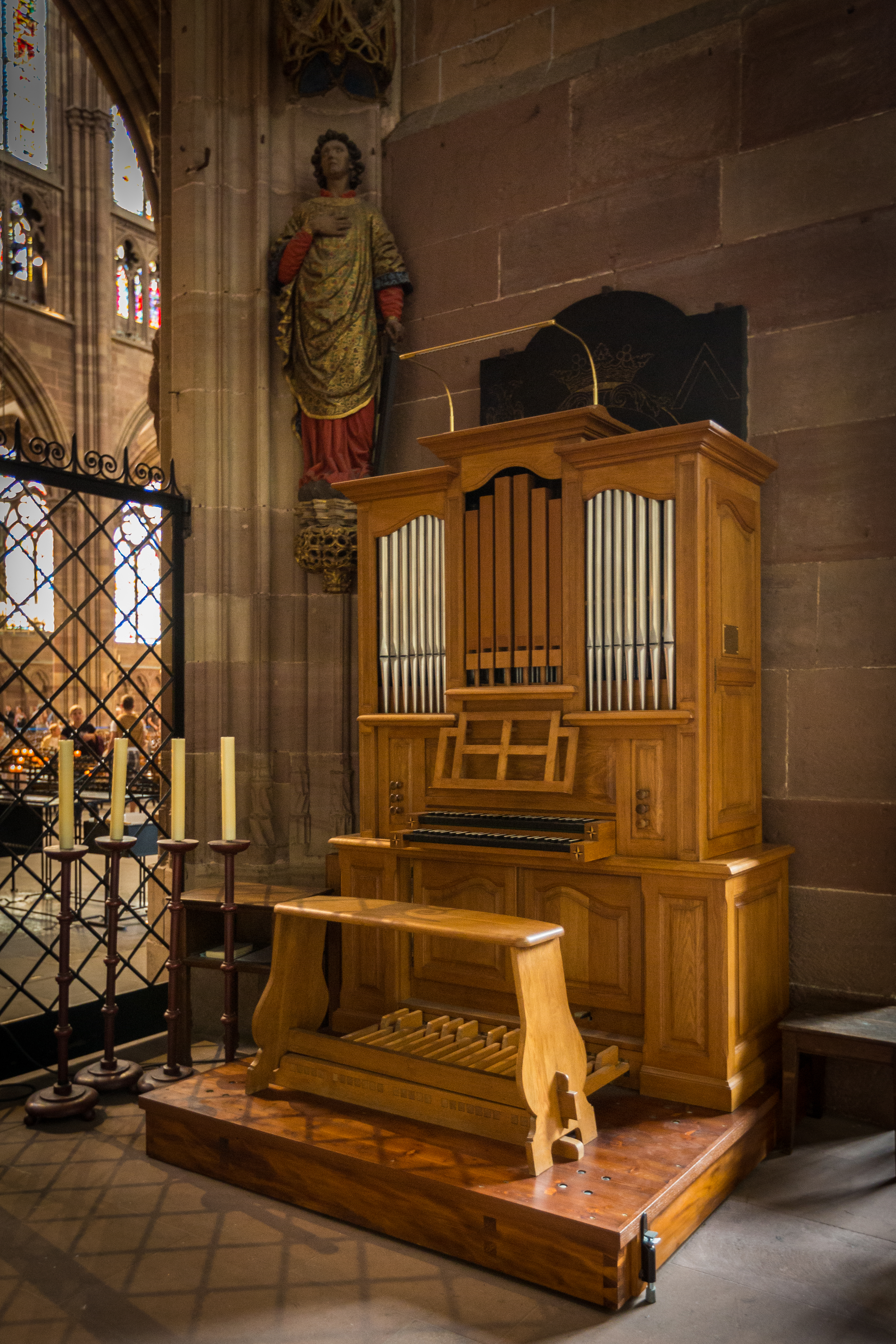
L'organo della cappella di San Lorenzo

Nel 2013 venne installato nella cappella di San Lorenzo un organo positivo costruito nel 1986 da Kern. Esso è situato a pavimento e racchiuso entro una sobria cassa in stile Luigi XV; la sua consolle, sporgente dalla parete anteriore di quest'ultima, dispone di due tastiere di 51 note ciascuna (Do1-Re5), e di una pedaliera di 27 (Do1-Re3) priva di registri propri.
Di seguito la disposizione fonica:
| I - Grand-Orgue |    |
| Bourdon         | 8' |
| Montre          | 4' |
| Doublette       | 2' |

| II - Positiv ouvert |    |
| Flûte à cheminée    | 8' |

## Organo della cripta

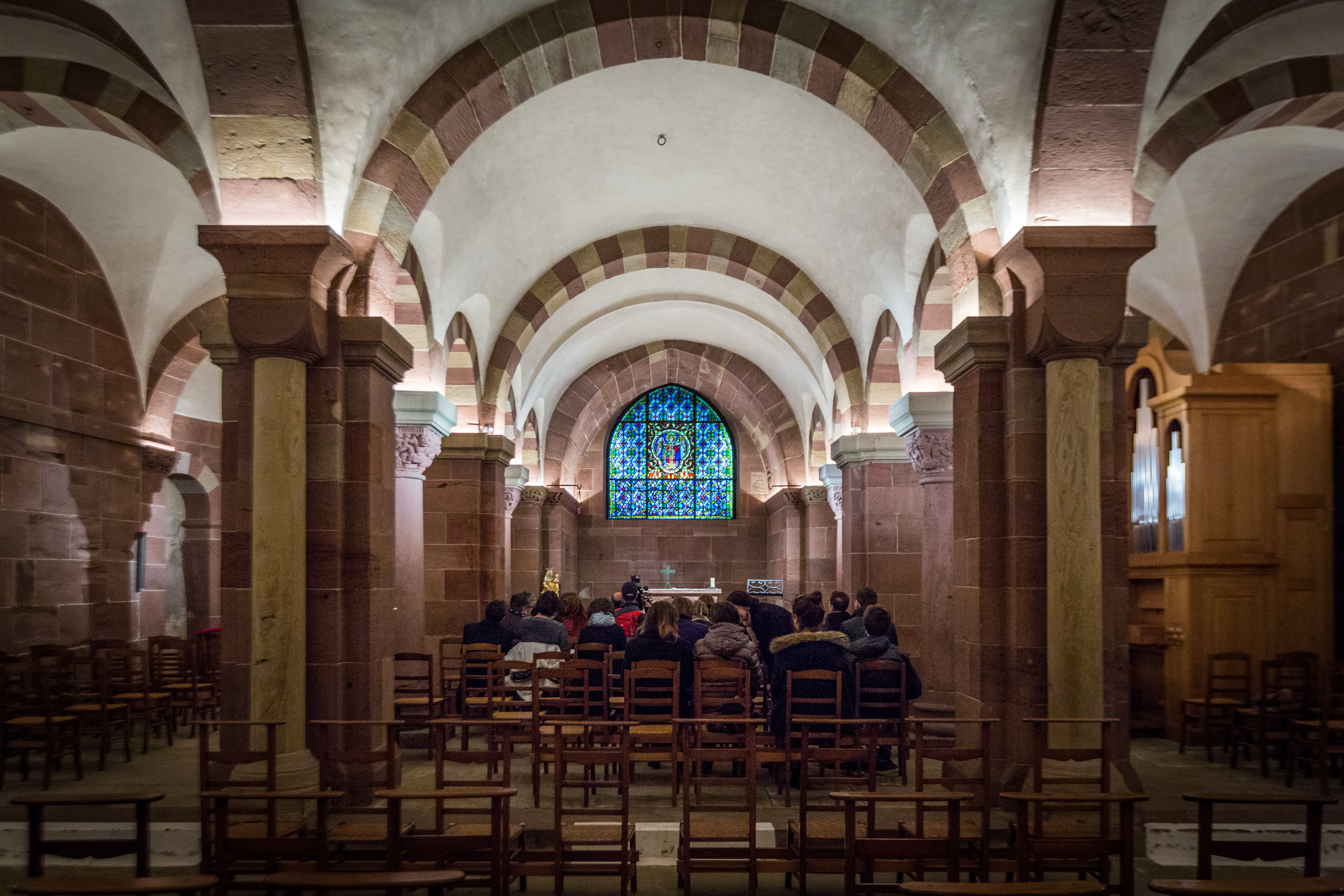
Interno della cripta; a destra, l'organo a canne

L'organo della cripta venne realizzato da Gaston Kern e fu inaugurato nel 1998. La cassa, in legno di quercia, è caratterizzata da tre campate. Dispone di due manuali da 54 note e di una pedaliera da 25.
La disposizione fonica è la seguente:
| I - Grand-Orgue |    |
| Bourdon         | 8' |
| Montre          | 4' |
| Doublette       | 2' |
| Fourniture      | II |

| II - Positiv ouvert |        |
| Flûte à cheminée    | 8'     |
| Flûte               | 4'     |
| Nazard              | 2' 2/3 |

| Pédale   |     |
| Soubasse | 16' |